# Storfjorden (Romsdal)
 For alternative betydninger, se Storfjorden. (Se også artikler, som begynder med Storfjorden)
Storfjorden  ligger mellem Molde og Vestnes kommune i Møre og Romsdal. Fjorden er en fortsættelse af Midfjorden i vest og ligger syd for Moldefjorden. I øst går Karlsøyfjorden videre mod øst på nordsiden af øen Sekken. Den regnes som del af Romsdalsfjorden som fortsætter mod syd på vestsiden af Sekken.
Fjorden starter i vest, lige øst for Tautra, mellem Heggeneset ved Nord-Heggdal i Molde kommune i nord og Leirvågen i Vestnes i syd. Herfra går fjorden omkring 12 kilometer mod øst og går så over i Karlsøyfjorden på nordsiden af Sekken. 
Fjorden krydses af en færgeforbindelse på E39 mellem byen Molde og Furneset.